# José Emilio Rodríguez Menéndez
José Emilio Rodríguez Menéndez (Madrid, 16 de octubre de 1950) es un abogado y figura mediática española, conocido por su participación en diversos casos judiciales de alto perfil y su controvertida carrera en el ámbito legal y periodístico.

## Carrera profesional
Rodríguez Menéndez comenzó su carrera como abogado en la década de 1980, ganando notoriedad por defender a clientes en casos muy publicitados. Entre sus casos más destacados se encuentran:
- La dulce Neus: Defendió a Neus, quien fue condenada por orquestar el asesinato de su marido.[2]
- El Dioni: Representó al conocido guardia de seguridad que robó un furgón con trescientos millones de pesetas.[2][3]Posteriormente, Rodríguez Menéndez se convirtió en el agente del Dioni al iniciar su carrera como cantante.[4]
- Santiago Corella (El Nani): Defendió a dos policías acusados de su desaparición, un caso que reveló corrupción en la Policía Nacional.[2]
- Antonio David Flores: Defendió al exguardia civil en el juicio por su separación matrimonial de Rocío Carrasco.[4]

Rodríguez Menéndez se especializó en defender a asesinos en serie, llegando a dictar prácticamente las declaraciones de sus defendidos. Además de estos casos, Rodríguez Menéndez también representó a un jefe de la mafia turca de la heroína, solicitando retrasar un juicio 1200 días como estrategia de defensa. Presumía de tener jueces y altos cargos del Ministerio del Interior de su lado.
A lo largo de su carrera, Rodríguez Menéndez se convirtió en un personaje habitual en los medios de comunicación, tanto por su trabajo legal como por su vida personal, que ha estado marcada por escándalos y controversias.
Además de su carrera como abogado, Rodríguez Menéndez ha trabajado en el ámbito del periodismo. Fue editor del diario Ya y lanzó la revista Dígame, que se centró en la prensa sensacionalista, aunque fue cerrada en 2000 por violaciones a la intimidad.

## Controversias y problemas legales
Rodríguez Menéndez se ha enfrentado a múltiples problemas legales a lo largo de su carrera:
- En 1997 Rodríguez Menéndez publicó una entrevista en el diario Ya supuestamente realizada al fugitivo Antonio Anglés, principal sospechoso del crimen de las niñas de Alcácer. Sin embargo, esta entrevista resultó ser un engaño, ya que las fotografías que acompañaban el texto no eran de Anglés, sino de un modelo argentino.[5][6]
- En 1999, su tercera esposa, Laura Fernández, encargó su asesinato a un sicario pero salió indemne.[2][7][8][9]
- En 2002 fue condenado a dos años de cárcel y una multa por grabar y publicar fotogramas de un vídeo sexual protagonizado por Pedro J. Ramírez en el diario Ya.[10]
- Se fugó a Argentina, pero fue encarcelado cuando regresó a España de incógnito en 2006 y fue condenado a otros 10 años de cárcel por fraude fiscal. Volvió a escapar de la cárcel salmantina de Topas y un juez argentino denegó su extradición a España.[8][11]
- En 2014 regresó a España cuando sus penas habían prescrito.[8]
- En 2014 fue condenado a cuatro años de prisión por estafa agravada y usurpación de funciones. Se le acusó de estafar a cuatro personas en un negocio ficticio de compra-venta de petróleo, en el cual se presentó como abogado a pesar de estar suspendido.[12][13]
- Presentó una querella contra Podemos por medio del partido político creado por él, Partido Socialista de la Justicia,[14][15] por los presuntos delitos de blanqueo de capitales y delito electoral por falseamiento de cuentas. El Tribunal Supremo inadmitió la querella el 27 de enero de 2015.[16][17]
- En 2023 se enfrentó a nuevos cargos por estafa, donde se le acusó de haber defraudado a varias víctimas en un esquema fraudulento relacionado con inversiones.[18]

## Vida personal
La vida personal de Rodríguez Menéndez ha estado marcada por su relación con figuras del mundo del espectáculo y la prensa rosa. Ha sido vinculado románticamente con varias celebridades, como Mila Ximénez, Nuria Bermúdez o Malena Gracia,y ha estado involucrado en numerosos escándalos mediáticos.